# Čierny Balog
Čierny Balog este o comună slovacă, aflată în districtul Brezno din regiunea Banská Bystrica, pe malul râului Čierny Hron⁠(d). Localitatea se află la altitudinea de 555 m deasupra n.m., se întinde pe o suprafață de 147,1 km2 și în 2017 număra 5.132 de locuitori.

## Istoric
Localitatea Čierny Balog este atestată documentar din 1607.

## Demografie
| An:                | 1994 | 2004   | 2014   | 2024   |
| ------------------ | ---- | ------ | ------ | ------ |
| Număr de persoane: | 5109 | 5155   | 5185   | 4916   |
| Diferență:         |      | +0,90% | +0,58% | −5,18% |

| An:                | 2023 | 2024   |
| ------------------ | ---- | ------ |
| Număr de persoane: | 4947 | 4916   |
| Diferență:         |      | −0,62% |